# La follia sia dunque autentica
La follia sia dunque autentica (Que la folie soit donc authentique) est une pièce de théâtre de Beniamino Joppolo, écrite en 1942.

## Personnages
- Le peintre
- La jeune femme

## Résumé
Un tempo, un luogo, un'azione [Un temps, un lieu, une action]
Dans une salle d'exposition, une jeune femme observe des tableaux. Son air étonné pousse le peintre à intervenir. Une dispute au sujet de l'incompréhensibilité des œuvres est engagée. Le peintre, irrité, propose une leçon de non-recherche de la compréhension picturale, moyennant une immense somme d'argent. Il feint d'être au restaurant et propose à son invité de l'y suivre. La beauté de l'idée y est privilégiée. D'abord outrée, la jeune femme se laisse progressivement prendre au jeu, commande un repas fictif, participe à un échange aux allusions des plus érotiques, au profit de l'abstraction. Alors que les idées les plus intenses enveloppent le peintre et la jeune femme, ils se mettent à danser. Le délire atteint son paroxysme lorsqu'ils décident de détruire les tableaux qui ont servi de base à leur pérégrination imaginaire. Un rire furieux et tonitruant conclut l'action.

## Année de parution
- La follia sia dunque autentica, atto unico, Paris, « Les langues néolatines », N. 247, 1983.
- Teatro (volume primo), Marina di Patti, Pungitopo, 1989.

## Mots clés
Art figuratif, peinture, couleur, imagination, idée, abstraction, compréhension, destruction, rire.

## Remarques
Pièce créée le 24 avril 2003 : Liceo classico di Patti, Patti.